# Кауфунген
Кауфунген (нім. Kaufungen) — сільська громада в Німеччині, знаходиться в землі Гессен. Підпорядковується адміністративному округу Кассель. Входить до складу району Кассель.
Площа — 26,13 км2. Населення становить 12 620 ос. (станом на 31 грудня 2020).